# Záruby
Záruby (768 m n.p.m., dawniej także Ostrý vrch, niem. Scharfenstein, węg. Burián-hegy) – najwyższy szczyt Małych Karpat, położony w środkowej części pasma.

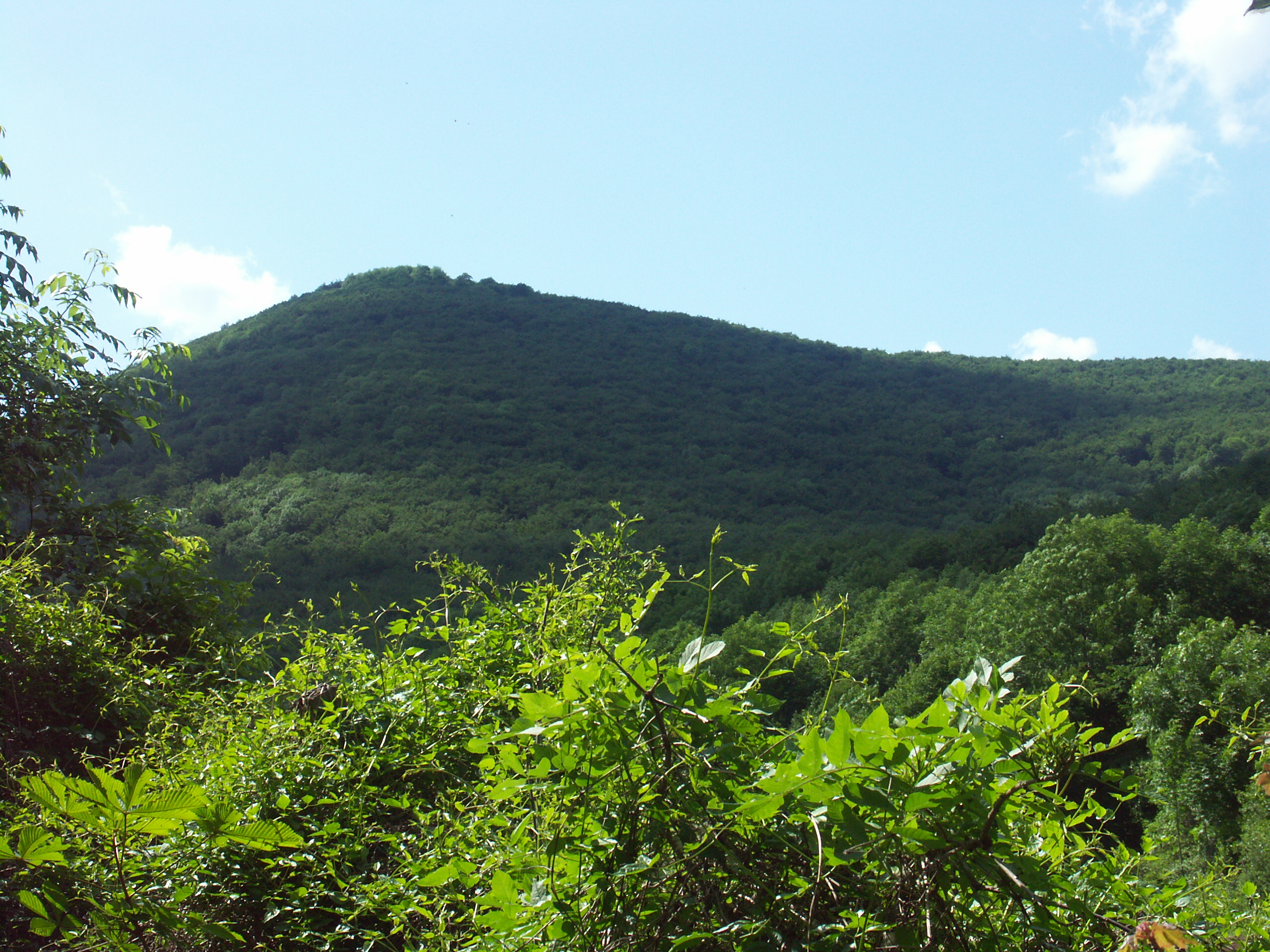
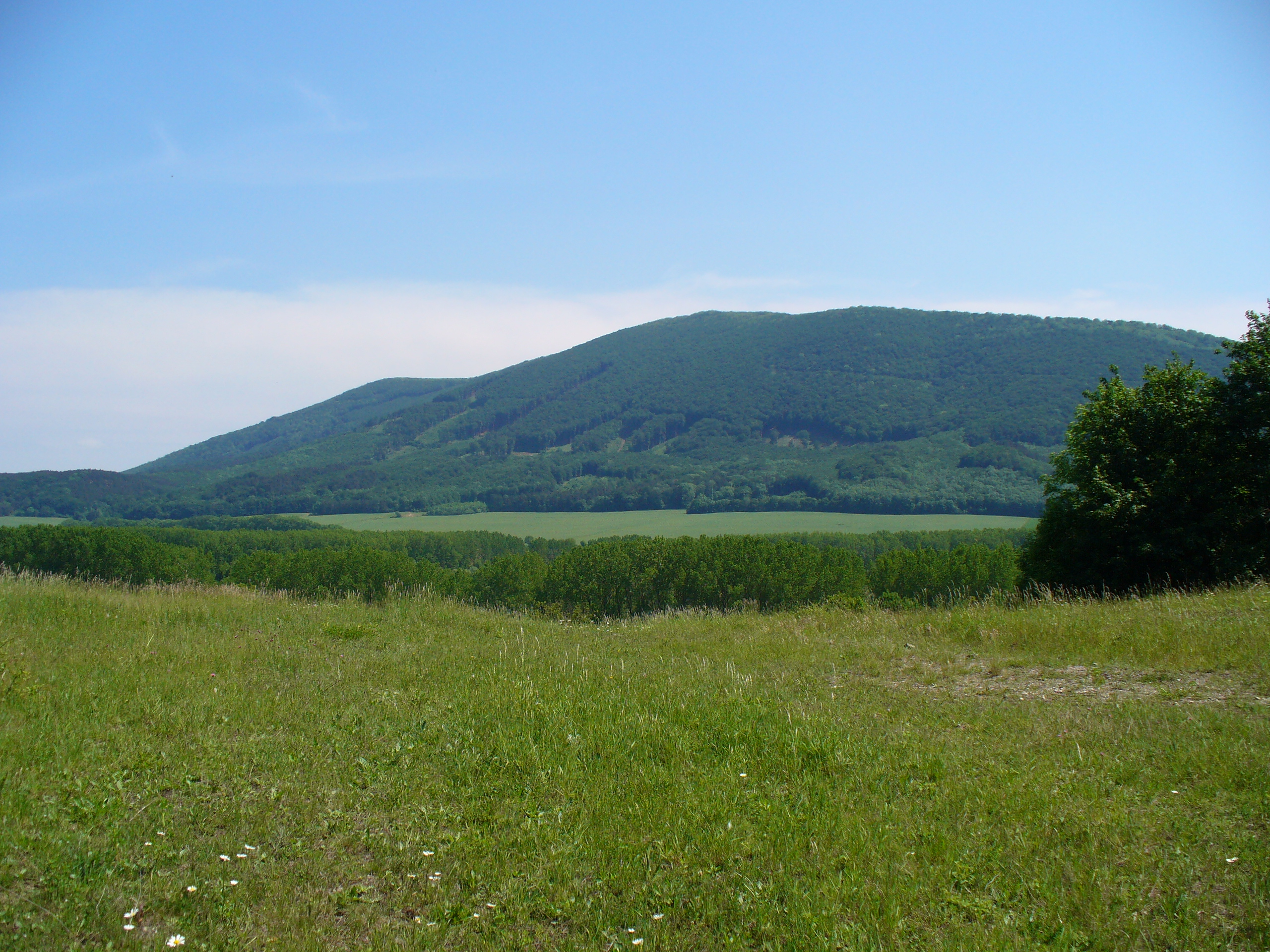